# Chlorion hemipyrrhum
Chlorion hemipyrrhum là một loài côn trùng cánh màng trong họ Sphecidae, thuộc chi Chlorion. Loài này được Sichel miêu tả khoa học đầu tiên năm 1863.